# Grand mariage
Le grand mariage, appelé Dola n'kou ou Houlola ha ada en comorien, est une institution culturelle fondamentale des Comores, tout particulièrement dans l'île de la Grande-Comore, et une des principales étapes de la vie coutumière d'un individu.
Comme dans la plupart des sociétés bantoues, la société comorienne est organisée en fonction des classes d'âge et différents mérites ou rituels accomplis. Le grand mariage est le dernier de ces rites de passage. Cette organisation permet un certain mixage social qui sert à la fois d'échappatoire (un ami, même noble, peut y être brocardé par exemple).
L'importance sociale que cela génère diffère selon les îles car chaque île a ses propres coutumes.
La tradition veut que tout homme dans l'âge et qui en a la capacité financière prenne une épouse coutumière (de préférence du même village que lui). Le mariage non coutumier ou mnadaho (qui signifie "petite maison") ne comporte, lui, aucune festivité excepté la cérémonie religieuse en présence du cadi et le versement de la dot.
Dola n'kou ou Houlola ha ada signifient respectivement "grand mariage" et "mariage coutumier".

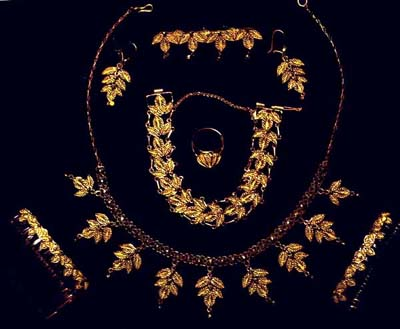
Exemple de bijoux offerts lors d'un grand mariage

## Sur l'île de laGrande-Comore
Le grand mariage correspond à un rite de passage d'un groupe générationnel à l'autre et donne lieu à des échanges généralisés et ostentatoires dont la liste est codifiée mais dont le contenu n'est pas limité. D'autres rituels du cycle de vie entretiennent aussi ce système d'échange à l'intérieur de l'unité de la ville ou du village. Cette coutume très dispendieuse est souvent le but d'une vie.
De nombreux Grands-Comoriens n'hésitent pas à faire le voyage depuis la France ou La Réunion pour faire leur « Chéo », que l'on peut traduire en français par « honneur ». Celui-ci n'est reconnu par les pairs (autres grands mariés) que s'il a lieu en Grande-Comore.
La coutume veut que la maison soit construite par les oncles maternels de la femme. Mais de nos jours il n'est pas rare de voir des parents ou des frères et sœurs le faire. Cependant, aux Comores, la demeure reste toujours un bien qui appartient à la femme qui a été mariée, même dans le cas d'un divorce.

### Aujourd'hui
Le grand mariage, passage obligé pour être promu au sommet de la hiérarchie sociale aux Comores, amenuisait les richesses des notables, ceux d'entre eux qui étaient les moins aisés devaient chercher fortune. À part le gouvernement du président Ali Soilih, aucune autorité politique n'a essayé de  supprimer ou même limiter ces dépenses somptuaires. Les grands mariages sont pratiqués par une large couche de la population de la Grande-Comore. La dérive financière actuelle des grands mariages serait apparue à la fin du XVIIIe siècle.

### Mariage traditionnel
Cette description présente le mariage tel qu'il se pratiquait dans les années 1960 et encore aujourd'hui dans certains villages.

#### Première étape
Plusieurs années avant le Grand mariage, les parents des futures mariées consultaient le moualimou (personnage central de toutes les cérémonies coutumières et qui fait le lien entre le sacré "officiel", religieux, et le sacré archaïque) et le chef des cadis pour décider de l'alliance et fixer la date des réjouissances. L'épouse choisie par les parents était toujours beaucoup plus jeune que son mari et devait rester vierge jusqu'au mariage. Les femmes comoriennes sont propriétaires de leurs maisons et les hommes habitent chez leurs femmes après le mariage.
Ces cérémonies sont : 
- La cérémonie à la mosquée et le paiement de la dot
- Le repas collectif offert par la famille de la mariée
- La cérémonie du twarab
- La visite de la famille du marié dans la maison de la mariée (le mari vivra chez sa femme). On y pratique la danse du pilon, danse durant laquelle les invités laissent des sommes d'argent au couple
- La famille du marié montre à la foule les parures d'or composées généralement d'un ou plusieurs colliers, de plusieurs bagues (mbéré), d'une ou plusieurs paires de boucles d'oreilles (haréni) sur un tableau noir appelé « mtao »
- le oukumbi ou Maravo où la mariée est présentée aux autres femmes et surtout aux sœurs du marié. Une danse donnée par des femmes dans laquelle il y a un orchestre féminin qui chante assis sur des chaises en dansant suivant le rythme de la musique.
- les djalico, par exemple le djalico la mabélé où les femmes manifestent leur joie à travers tout le quartier ou tout le village. Le soir du vendredi, celui donné par les hommes vêtus d'un boubou et d'un costume avec un kofia et dansent avec une canne tout le long de la rue pour aller vers la place publique de leur village pour finir la danse en "Sambé" qui se danse en forme de cercle mouvementé.
  - Les Majilis. C'est avec le oukoumbi l'un des piliers du Anda na milla (Grand mariage). C'est une cérémonie ou le marié appelle les notables de la grande Comores, ils viennent de tous les villages pour prier pour les mariés. Chaque petit groupe de notable représente un village. On peut aller de 20, 40 à 100 villages. Le Majilis est la première cérémonie du Anda na milla

#### Les préparatifs
Chez le père de la fiancée, se réunissaient les notables, les parents et amis du futur époux, l'autorité religieuse représentée par le Cadi ou l'imam, pour un dîner au cours duquel est annoncée la date du mariage et c'est souvent lors du mois d'août. Les préparatifs commencent avec la décoration de la maison nuptiale inondée de banderoles, guirlandes et fleurs et la préparation des plats tels que le riz au coco, le madaba (feuille de manioc au coco), le tibé (viande cuite de cabri ou de bœuf).

#### Le mariage
La cérémonie du grand mariage durait neuf jours. Le matin même, vers dix heures, une foule composée de membres de la famille et quelques amis vient chercher le futur marié pour le conduire jusqu'à la demeure de sa fiancée. Ce dernier habillé tel un Sultan d'une robe brodée, une canne au pommeau d'argent à la main, un collier de fleurs autour du cou, défilait, porté en palanquin, suivi d'hommes et de femmes qui chantaient et dansaient. Enfin tout le défilé entrait dans la maison de la jeune mariée qui demeurait invisible durant les préparatifs. Elle était vêtue de rose en signe de virginité.
Les hommes et les femmes, conformément à la tradition musulmane, sont séparés durant les cérémonies.

#### Les neuf journées
Pendant neuf jours, les fiancés demeurent dans la maison, recevant la visite de leurs amis venus les féliciter et leur offrir des présents. Des femmes apportaient en cortège : des billets d'argent, des parfums, du savon, des pièces de tissus, du bois, des ustensiles de cuisine, etc. tout ce qui était nécessaire pour monter un jeune ménage. Dans la chambre nuptiale, se tenait également une femme qui régulièrement enduisait le corps des époux d'huile de coco parfumée.
Chacune de ces neuf journées était également ponctuée de nombreuses fêtes dans la cour de la demeure nuptiale ou dans les rues de la ville : veillées, défilés, chants et danses rythmées au son des tam-tam et des tambours. Un grand mariage pouvait ainsi offrir l'occasion aux femmes d'exécuter la danse du pilon ou " wadaha ". Elles se mettaient à danser autour d'un mortier où elles pilaient du riz à l'aide d'un grand bâton ; de temps à autre, elles jetaient en l'air le bâton qui était rattrapé par la danseuse suivante.

#### Fin de la cérémonie

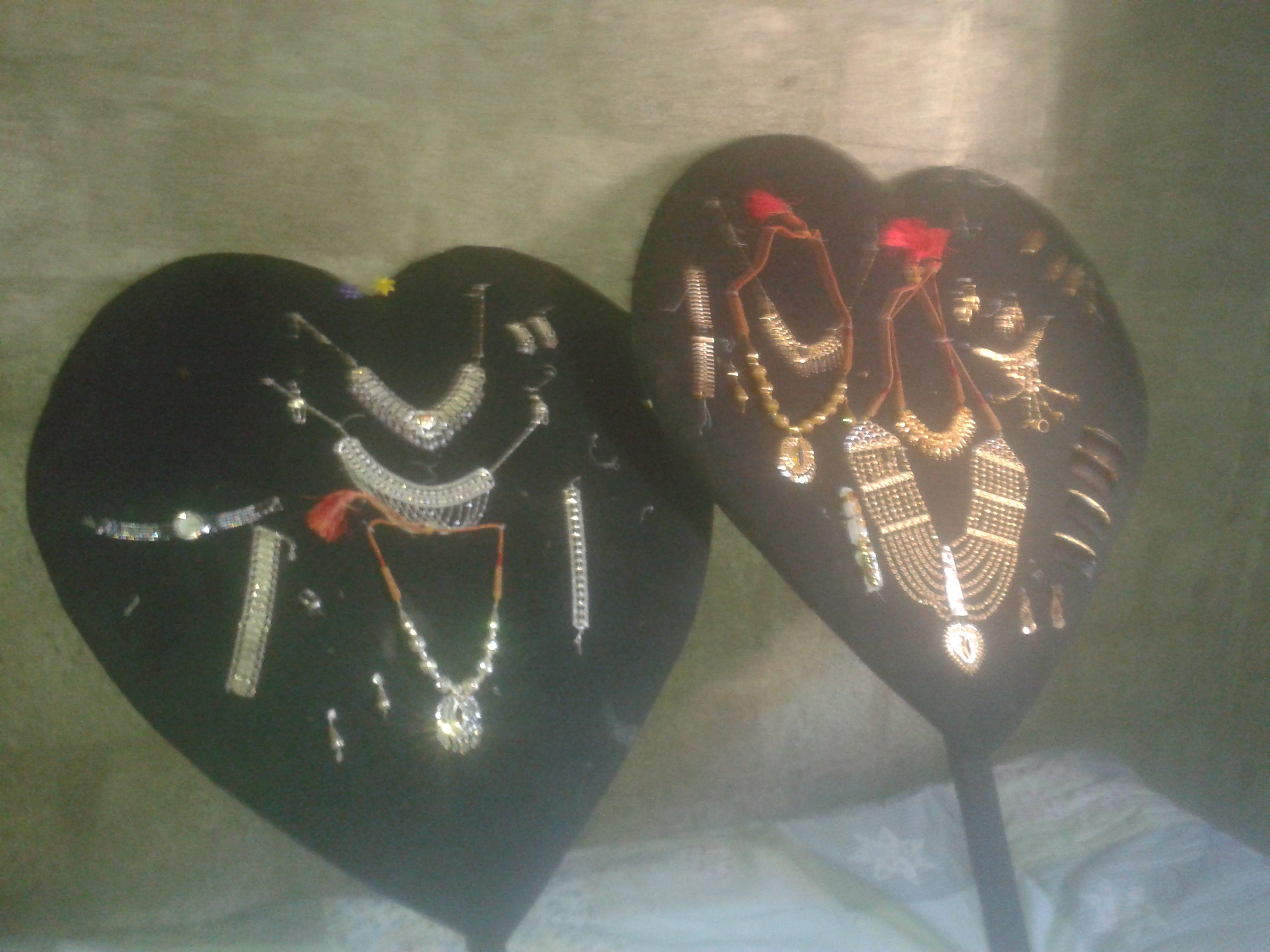
Bijoux de grand mariage à Ngazidja

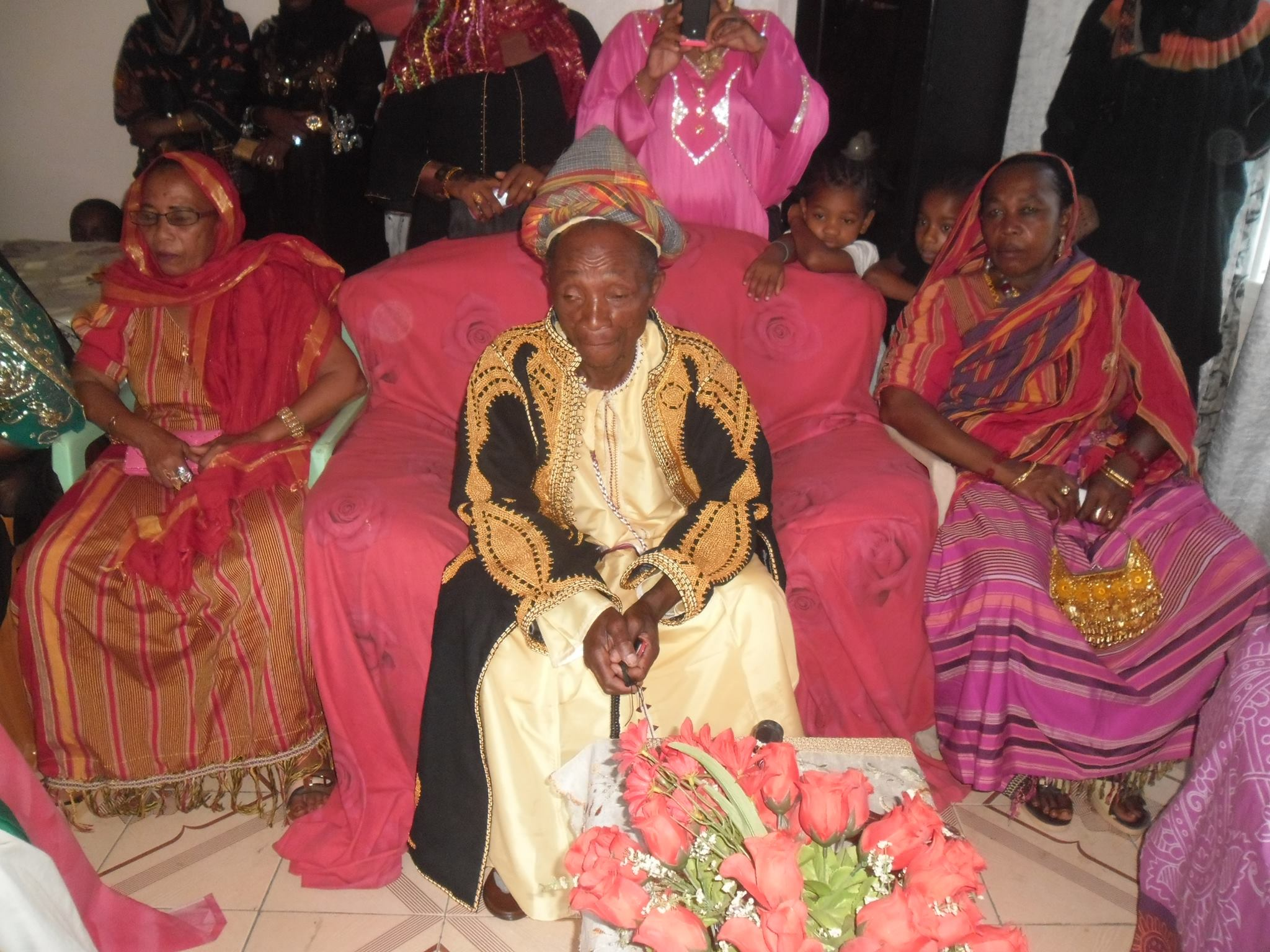
Habit traditionnel lors du grand mariage

Le neuvième jour, le mariage est consommé. Le marié peut dès lors sortir de la demeure et partager un festin avec sa famille et ses amis. Le lendemain, il offre à sa femme sa dot, condition essentielle de la validité du mariage, les bijoux d'or, d'argent, ainsi que les soieries qui étaient exposées au regard des invités. Évidemment le cérémonial de la dot varie selon l'époque, la région et le milieu social. Il existe en droit comorien deux sortes de dots : la dot religieuse (ou mahari ya sharia) qui s'offre pendant le mafungigzo, et la dot coutumière (mahari ya aanda) offerte durant les festivités.
La dot classique se limite souvent à un paouni, vraisemblablement dérivé du terme anglais pound, la Livre. Le paouni est une pièce d'or de 7 à 8 g.
Une fois le grand mariage accompli, l'époux obtient un statut (c'est le septième et plus haut échelon social), qui donne droit de participer et de donner son avis en public en ce qui concerne les affaires du village. Il peut porter une écharpe de soie brodée, une canne au pommeau d'argent ciselé, signe de reconnaissance à son accession à ses nouvelles fonctions et à son haut rang dans la société insulaire.

## Dans les autres îles de l'archipel
Dans les trois autres îles, le mariage coutumier existe aussi mais avec de légères variantes. Celui pratiqué en Grande-Comore reste néanmoins le plus onéreux.
Les mariages coutumiers aux Comores varient d'une île à l'autre. Ainsi les cérémonies de mariage à Anjouan  sont différentes de celle de Mohéli, celles de Mohéli différentes de celles Ngazidja, celles de Ngazidja différentes de celle d'Anjouan, etc.

## Analyse sociale et économique du grand mariage
Le grand mariage n'a qu'une portée religieuse limitée, car il s'agit d'abord d'une compétition économique qui se traduit par des dépenses ostentatoires permises par une mobilisation financière de toute la famille élargie.
Le grand mariage est aussi un investissement qui garantit une certaine sécurité économique car le marié sera désormais invité à toutes les cérémonies de mariage qui auront lieu dans le village et dans les familles extérieures du village qui ont été invitées à son propre mariage.
Enfin, les grands mariages sont facteur de cohésion sociale et même d'une forme de redistribution puisque les moins riches bénéficient des avantages principaux en participant à la cérémonie sans en subir toute la charge. Finalement, il semble qu'il s'agisse d'une modalité du potlatch.
L'institution du grand mariage a souvent été accusée d'être source de pauvreté et de non développement.
Ces cérémonies renforcent les liens familiaux, interclaniques ou de voisinage pour trouver les financements nécessaires.